# Monica Z (album)
Monica Z – longplay szwedzkiej piosenkarki Moniki Zetterlund, wydany w listopadzie 1989 roku nakładem wydawnictwa muzycznego RCA Records. 
Album został nagrany w Polar Studios w Sztokholmie i wyprodukowany przez Rona Booda z BOW Production. Longplay powstał przy akompaniamencie orkiestry Larsa Baggesa, która współpracowała przy jego powstawaniu ze Stockholm Jazz Orchestra. Za mastering albumu odpowiadał Peter Dahl.
Wydawnictwo uplasowało się na 18. miejscu zestawienia najlepiej sprzedających się albumów w Szwecji, opublikowanym przez Topplistan.

## Lista utworów
Opracowano na podstawie materiału źródłowego.
Strona A
1. „I morron (Estate)” (muz. Bruno Martino, sł. Bruno Brighetti, Hans Alfredson) – 5:29
2. „Att angöra en brygga” (muz. Lars Färnlöf, sł. Hans Alfredson, Tage Danielsson) – 3:21
3. „Men tiden går (As Time Goes By)” (muz. Herman Hupfeld, sł. Herman Hupfeld, Hans Alfredson, Tage Danielsson) – 4:51
4. „Het sommar” (muz. i sł. Povel Ramel) – 4:50
5. „Lär mej ikväll (Teach Me Tonight)” (muz. Gene de Paul, sł. Sammy Cahn, Lars Nordlander) – 3:42

Strona B
1. „En bedårande sommarvals (Bluesette)” (muz. Toots Thielemans, sł. Norman Gimbel, Hans Alfredson, Tage Danielsson) – 3:02
2. „Mitt skepp (My Ship)” (muz. Kurt Weill, sł. Ira Gershwin, Lars Forssell) – 4:16
3. „Destination Moon” (muz. Roy Alfred, sł. Marvin Fisher, Lars Nordlander) – 3:03
4. „Höst (Stardust)” (muz. Hoagy Carmichael, sł. Mitchell Parish, Lars Nordlander) – 4:27
5. „En liten grabb (Li’l Darlin’)” (muz. Neal Hefti, sł. Hans Alfredson) – 5:57

## Pozycja na liście sprzedaży
| Kraj    | Notowanie (1989) | Najwyższa pozycja |
| ------- | ---------------- | ----------------- |
| Szwecja | Topplistan       | 18                |